# خط هاستينغز
خط هاستينغز هو سكة حديد ثانوي في كينت شرق ساسكس في إنجلترا، يربط هاستينغز بالبلدة الرئيسية تانبريدج ويلز، ولندن عبر تونبريدج سيفينوكس. وعلى الرغم من أنها تحمل الركاب في المقام الأول، إلا أن السكة الحديدية تخدم منجم الجبس الذي يعد مصدرا لحركة الشحن. وتقوم شركة ساوث استيرن بتشغيل قطارات الركاب على الخط، وهي واحدة من أكثر خطوطها ازدحامًا.